# レイクウォン
レイクウォン（Raekwon、本名: コーリー・ウッズ、1970年1月12日 - ）は、アメリカ合衆国ニューヨーク州ブルックリン出身のラッパー、ヒップホップ・アーティスト。ウータン・クランの一員。
ジーニアスことGZAやゴーストフェイス・キラーと共演で、作品を発表してきた。1995年に初のソロ・アルバム『オンリー・ビルト・フォー・キューバン・リンクス』を発表し、ウータン・クランと並行してソロ活動でも知られている。

## 来歴

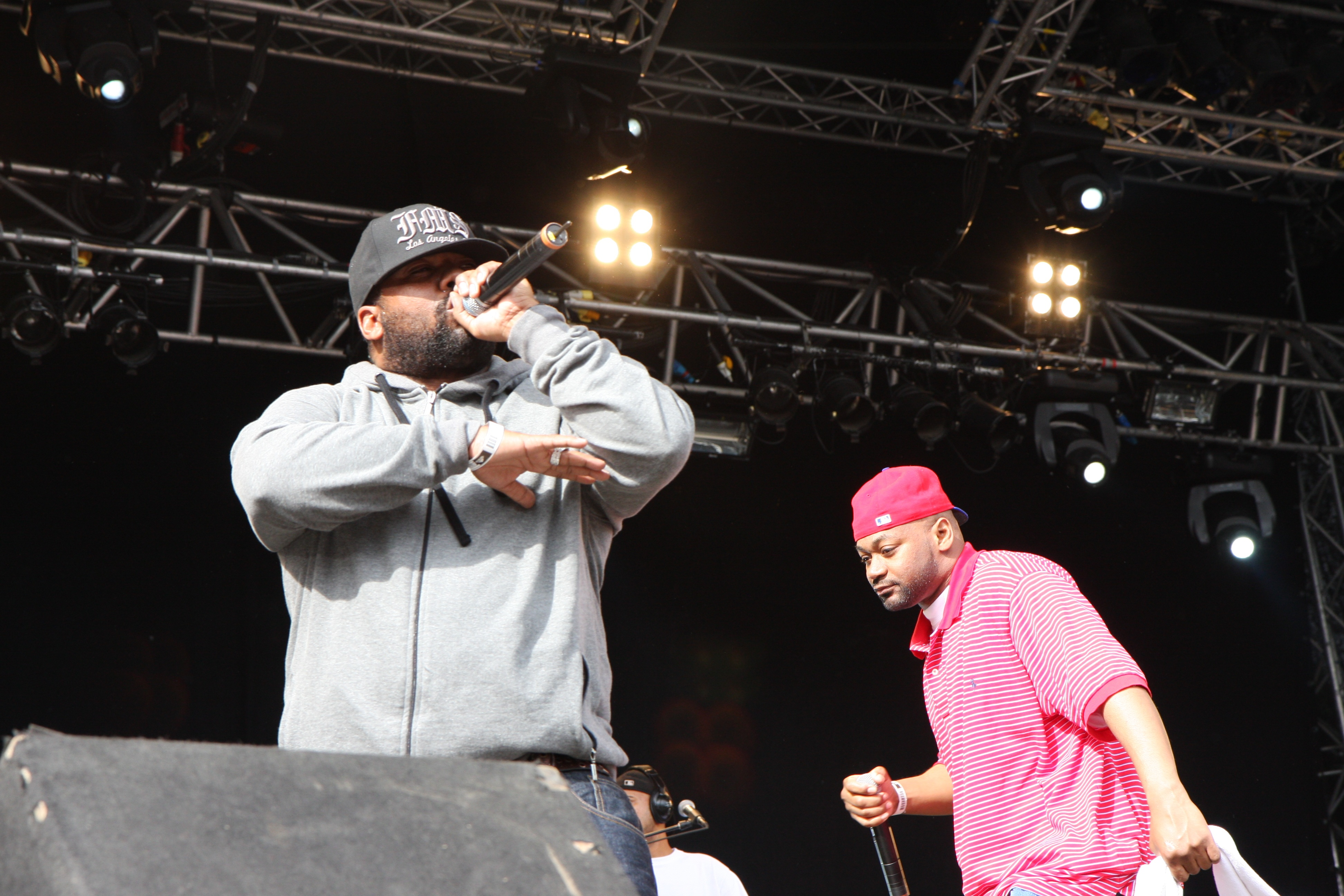
レイクウォン(左)とゴーストフェイス・キラー(右)（2010年）

レイクウォンは、ゴーストフェイス・キラーと同じスタテンアイランドの中学校に通う。その後、ニュー・ドープ高校に通い、レメディ、メソッド・マン、インスペクター・デックと親しくなった。
1992年にニューヨークのヒップホップ・グループ、ウータン・クランに加入する。その前はシャー・レイダー（Sha Raider）というラップネームで活動していた。彼はRaekwon The Chefという名のほかに、Shallah Raekwon、Louis Rich、Lex Diamondsという別名で活動していた。ウータン・クランは、1993年にアルバム『燃えよウータン (Enter the Wu-Tang (36 Chambers))』でデビューする。
1995年にはソロ・デビュー・アルバム『オンリー・ビルト・フォー・キューバン・リンクス』を発表した。

## 人物

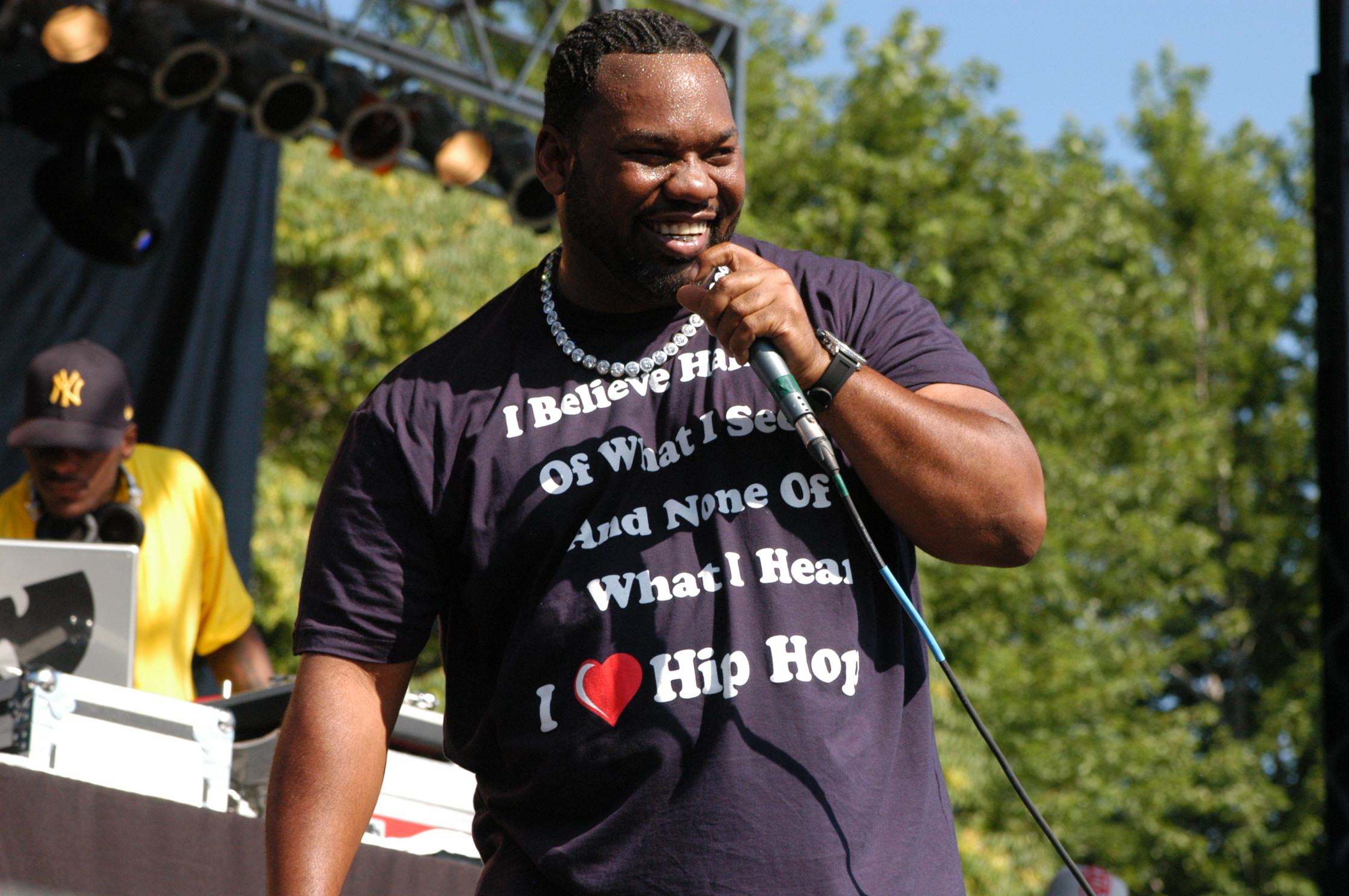
ピッチフォーク・フェスティバルに出演するレイクウォン（2010年）

レイクウォンは2009年にイスラム教に改宗したムスリムである。
著書『ウータン・マニュアル』の中で、RZAは、レイクウォンが実際に料理人として働いたことがあることから「シェフ」というあだ名がつけられていると語っている。ただし、彼が料理するのはコカインだという噂もある。この話は、ゴーストフェイス・キラーのアルバム『フィッシュスケイル』に、彼が鼻から麻薬を吸う写真が添えられていたことで、より根強いものとなった。

## ディスコグラフィ

### スタジオ・アルバム
- 『オンリー・ビルト・フォー・キューバン・リンクス』 - Only Built 4 Cuban Linx... (1995年)
- 『IMMOBILARITY』 - Immobilarity (1999年)
- 『ザ・レックス・ダイアモンド・ストーリー』 - The Lex Diamond Story (2003年)
- Only Built 4 Cuban Linx... Pt. II (2009年)
- Shaolin vs. Wu-Tang (2011年)
- Fly International Luxurious Art (2015年)
- 『ザ・ワイルド』 - The Wild (2017年)
- Scarlet Fever (2022年)

### コラボレーション・アルバム
- Wu-Massacre (2010年) ※with メソッド・マン、ゴーストフェイス・キラー